# عجاردة
العجاردة من فرق الخوارج التي نشأت في سجستان، يقول الإمام البغدادي: وأما الخوارج فإنها لما اختلفت أصبحت عشرين فرقة منها: المحكمة الأولى والأزارقة ثم النجدات ثم الصفرية ثم العجاردة، وتنسب العجاردة إلى رجل من العطوية اسمه عبد الكريم بن عجرد.

## فرق العجاردة
افترقت الخوارج العجاردة فيما بينها فرقا كثيرة منها: الخزامية والشعبية والمعلومية والمجهولية والمعبدية والرشيدية والمكرمية والحمزية والإبراهيمية والواقفة القطبية والميمونية.

## أقوالهم
- منهم من قالوا: 'إنه يجب أن يدعى الطفل إذا بلغ، وتجب البراءة منه قبل ذلك حتى يدعى إلى الإسلام ويصفه هو وتميزت بذلك.
- منهم فرقة أخرى أعادت النظر في مسألة الدار وأهلها، فقالوا: إن الواجب هو قتال السلطان خاصة، ومن رضي بحكمه، فأما من أنكره فلا يرون قتله إلا إذا أعان عليهم، أو طعن في دينهم أو صار عوناً للسلطان أو دليلاً له!.
- منهم فرقة ثالثة تفردت بالقول بالتوقف في الأطفال عامة فقالوا: ليس لأطفال الكافرين ولا لأطفال المؤمنين ولاية ولا عدواة ولا براءة، حتى يبلغوا فيدعوا إلى الإسلام، فيقروا به أو ينكروه.
- منهم فرقة عممت التوقف فهم: يتوقفون عن جميع من في دار التقية، من منتحلي الإسلام وأهل القبلة، إلا من قد عرفوا منه إيماناً فيتولونه عليه، أو كفراً فيتبرأون منه.
- منهم فرقة أخرى يقال لها: الميمونية ليست من فرق الإسلام لأنها أباحت نكاح بنات البنات وبنات البنين كما أباحته المجوس.
- منهم فرقة أنكرت سورة يوسف، حيث قالوا لا يجوز أن تكون قصة العشق من القرآن.